# トーキング・ブック
『トーキング・ブック』 (Talking Book) は、1972年に発表されたスティーヴィー・ワンダーの15作目のスタジオ・アルバム。

## 解説
ワンダー自らがプロデューサー、マルコム・セシル（Malcolm Cecil）とロバート・マーゴレフ（Robert Margouleff）がアソシエイト・プロデューサーを務めた。
「迷信」「サンシャイン」の2曲が、シングルとして全米1位を獲得。「迷信」は、本作のレコーディングに参加したジェフ・ベックに提供すべく書き下ろされたが、ベックが当時結成したばかりのベック・ボガート & アピスのデビュー・アルバムに収録して1973年に発表する前に、ワンダーのシングルが大ヒットした。後年、スティーヴィー・レイ・ヴォーンも同曲をカバーして、ライブ・アルバム『ライヴ・アライヴ』（1986年）に収録した。
『ローリング・ストーンの選ぶオールタイム・ベストアルバム500（2020)』において、59位にランクイン。

## 収録曲
サイド 1
1. サンシャイン - "You Are the Sunshine of My Life" (2:59)
2. メイビー・ユア・ベイビー - "Maybe Your Baby" (6:50)
3. ユー・アンド・アイ - "You and I (We Can Conquer the World)" (4:38)
4. チューズデイ・ハートブレイク - "Tuesday Heartbreak" (3:02)
5. バッド・ガール - "You've Got It Bad Girl" (4:59)

サイド 2
1. 迷信 - "Superstition" (4:26)
2. ビッグ・ブラザー - "Big Brother" (3:33)
3. ブレイム・イット・オン・ザ・サン - "Blame It on the Sun" (3:26)
4. アナザー・ピュア・ラヴ - "Lookin' for Another Pure Love" (4:43)
5. アイ・ビリーヴ - "I Believe (When I Fall in Love It Will Be Forever)" (4:52)

## 演奏者・スタッフ
- スティーヴィー・ワンダー - モーグ・シンセサイザー、ハーモニカ、クラビネット、ローズ・ピアノ、ボーカル、 ドラムス、プロデューサー、アープ
- グロリア・バーリィ - ボーカル
- ジェフ・ベック - ギター
- シャーリー・ブルーアー - ボーカル
- スコット・エドワーズ - ベース
- バジー・フェイトン - ギター
- ジム・ギルストラップ - ボーカル
- ラニ・グローヴズ - ボーカル
- ロリス・ハーヴィン - ボーカル
- トレヴァー・ローレンス - サックス
- スティーヴ・マデイオ - トランペット
- レイ・パーカーJr. - ギター
- デイヴィッド・サンボーン - サックス、ボーカル
- デニース・ウィリアムス - ボーカル
- デブラ・ウィルソン - ボーカル
- ダニエル・ベン・ゼブルン - パーカッション、コンガ
- マルコム・セシル - プログラミング、エンジニア、共同プロデューサー
- ロバート・マーゴレフ - エンジニア、共同プロデューサー、写真撮影、シンセサイザー
- オースティン・ゴッドシー - エンジニア、レコーディング
- ジョーン・デコーラ - レコーディング
- ジョージ・マリーノ - マスタリング